# Bireta
Bireta je vrsta laboratorijskog pribora koji se koristi za preciznije mjerenje volumena tekućine.
Sastoji se od graduirane cijevi koja je na jednom kraju sužena i sadrži pipac koji vodi do kapilare. Prema načinu na koji je izvedena mjerna ljestvica, razlikuju se dvije vrste bireta:
- Mohrova bireta - prozirna cijev s ugraviranom ljestvicom. Zastarjela je. Očitanje volumena prozirnih otopina vrši se promatranjem donjeg ruba meniskusa tekućine, odnosno gornjeg ruba za neprozirne.
- Schelbachova bireta - cijev s mliječno bijelom pozadinom čijom sredinom prolazi plava crta. Očitanje se vrši promatranjem suženja plave crte na meniskusu.

Birete se ne smiju koristiti za mjerenje volumena otopina lužina (ili to barem treba izbjegavati, a nakon mjerenja biretu temeljito isprati), jer ih one otapaju i smanjuju im točnost, te im mogu nagristi pipce.
Birete se čiste krom-sumpornom kiselinom, te se zatim isperu vodovodnom, a zatim destiliranom vodom, nakon čega se suše otvorenog pipca, okrenute naopako.